# Романовка
 Тази статия е за селището в Русия.  За селото в Украйна вижте Коларово (Украйна).  
Романовка (на руски: Романовка) е селище от градски тип в Русия, административен център на Романовски район, Саратовска област. Населението му към 1 януари 2018 година е 6546 души.